# Minipreço
Minipreço es una cadena de supermercados de descuento de Portugal, parte de Auchan Portugal. A fecha de 2023, Minipreço es una de las mayores cadenas de supermercados de Portugal por número de tiendas, con 443 puntos de venta en el país, superada por Pingo Doce, que contaba con 470 tiendas. En 2022, la compañía ocupaba el séptimo lugar en el país en términos de cuota de mercado, tras haber sido sobrepasada por la cadena española Mercadona.
La empresa abrió sus primeras tiendas en 1979. Antiguamente se conocía como Companhia Nacional de Descontos. Minipreço fue inicialmente propiedad de Companhia Portuguesa de Hipermercados (ahora conocida como Auchan Retail Portugal), pero luego se vendió a la española Dia en 1998. En julio de 2011, Carrefour escindió Dia de su grupo y la sacó a cotizar en la Bolsa de Madrid.
En 2023, Dia contrató a Société Générale para que le asesorara en una posible venta de Minipreço. Portugal fue uno de los mercados de crecimiento más lento en la cartera de DIA, con un aumento de ventas de solo el 0,5% en 2022, hasta los 596 millones de euros. En 2022, DIA cerró 25 tiendas en Portugal, aproximadamente el 7% de su superficie.
Dia llegó a un acuerdo con Auchan Portugal para adquirir sus marcas Minipreço y MaisPerto y tres almacenes por 155 millones de euros. La venta marca la salida de Dia del mercado portugués. Auchan amplía su cadena existente de 124 establecimientos en el país, entre hipermercados, minimercados y gasolineras.